# Lashorst
Lashorst ist ein Ort mit 282 Einwohnern und ist ein Stadtteil von Preußisch Oldendorf im nordrhein-westfälischen Kreis Minden-Lübbecke und bekannt durch das spätbarock-klassizistische Wasserschloss Hüffe. 

## Geschichte
Bis zur Franzosenzeit gehörte Lashorst zur Vogtei Alswede im Amt Reineberg des Fürstentums Minden. Von 1807 bis 1810 gehörte der Ort zum Kanton Lübbecke des napoleonischen Satellitenstaats Königreich Westphalen. Von 1811 bis 1813 gehörte Lashorst unmittelbar zu Frankreich und dort zur Mairie Alswede im Arrondissement Minden des Departements der Oberen Ems.  1816 kam der Ort zum neuen Kreis Rahden, aus dem 1832 der Kreis Lübbecke wurde.
Bei der Auflösung der Gutsbezirke im Kreis Lübbecke wurde 1928 der Gutsbezirk Hüffe nach Lashorst eingemeindet. Bis Ende 1972 war Lashorst eine Gemeinde im Amt Alswede des Kreises Lübbecke. Am 1. Januar 1973 wurde der Ort nach Preußisch Oldendorf eingemeindet.